# PEFC森林認証プログラム

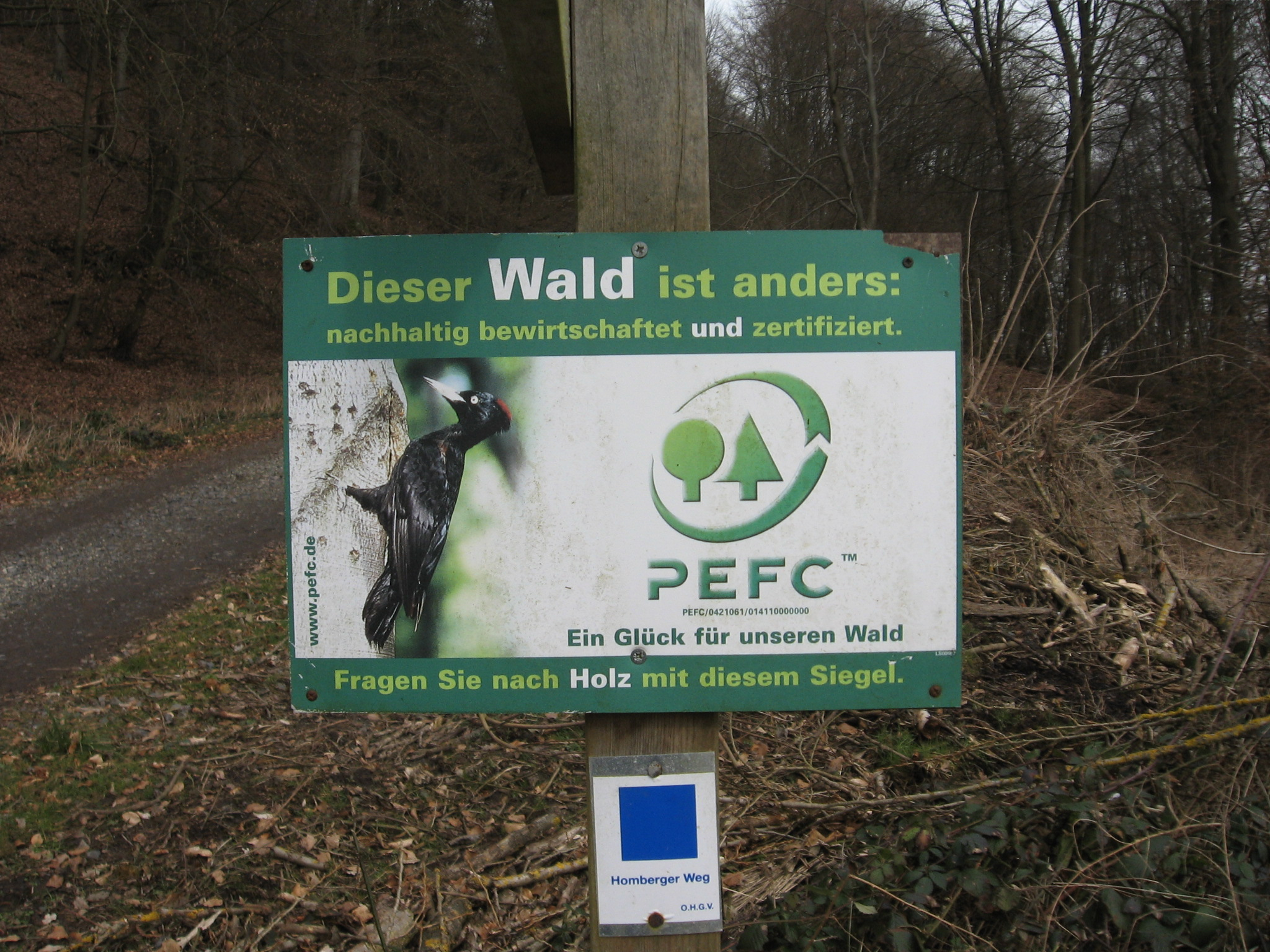
ドイツの看板に示されたPEFCロゴ

PEFC森林認証プログラム（ピーイーエフシーしんりんにんしょうプログラム、英: Programme for the Endorsement of Forest Certification）は、国際的な森林認証制度の一つである。

## 沿革
先行する国際的森林認証制度として知られるFSC（森林管理協議会）では、国際統一基準を各地域に向けて運用するのに対し、PEFCでは、各地域が策定する森林認証制度を政府間プロセス基準に基づき相互承認して運用する。FSCと同様に、森林管理（Forest Management；FM）認証と、生産物（Chain of Custody；CoC）認証がある。第三者認証システム全体においてISO国際標準や相互承認を採用しており、FSC制度では唯一の認定機関（認証機関を認定する）としてFSC100%子会社のASI社を定めるのに対し、PEFC制度では国際認定フォーラム加盟の第三者機関を認定機関として利用する。
小規模林業に対応可能な国際的認証制度として、1999年にパリで発足し、国際NGOとしてジュネーヴに国際本部を置く（2008年まではルクセンブルクに本部）。当初の名称は汎ヨーロッパ森林認証（英: Pan European Forest Certification）であったが、やがてヨーロッパ外に対象地域が広がり、2003年に現在の名称となった。
2017年時点には認証森林の総面積は3億ヘクタール強であり、規模ではFSC認証森林の2億ヘクタール弱を上回る。このうち7千万ヘクタール強がPEFC／FSCの二重認証とされる。一方で、FSCと比較して、環境ラベリング制度としては各地域制度間の一貫性が低い点や、利害関係者の公平性確保が未成熟な点などは、複数の国際NGOから問題が指摘されてきた（ただし、FSCと関係のあるNGOも少なくない。また、FSCも同様に利害関係者にまつわる問題を指摘されてきた）。
日本では、緑の循環認証会議（英: Sustainable Green Ecosystem Council；SGEC、エスジェック）が管理するSGEC認証が、2016年にPEFCと相互承認された。日本でのSGEC/PEFC認証森林の総面積は、2017年時点で約166万ヘクタールである。

## 認証基準
公的な「政府間プロセス基準」
以下の持続可能な森林管理のための国際基準「政府間プロセス基準」の採用を基本とする。各国は自国政府が選択した基準を自国の森林認証制度に使用して、森林管理規格のベースとする。日本はモントリオール・プロセスに参加している。
- ヘルシンキ・プロセス
- モントリオール・プロセス（英語版）
- アフリカ木材機関
- 国際熱帯木材機関（ITTO）
- アジア乾燥森林の地域イニシアティブ
- 乾燥アフリカ地帯における持続可能な管理のための基準及び指標
- タラポト提案：アマゾン河流域の森林の持続可能な管理のための基準及び指標[11]
- 中近東プロセス
- レパテリック・プロセス

国際労働条約の順守
以下の国際労働機関の条約は、認証を求める事業体が存在する国が条約を批准していない場合であっても、事業体においては採用が求められる。
- 29号 強制労働条約（英語版）（1930年）
- 87号 結社の自由及び団結権の保護に関する条約（1948年）
- 98号 団結権及び団体交渉権条約（英語版）（1949年）
- 100号 報酬条約（英語版）（1951年）
- 105号 強制労働条約（英語版）（1957年）
- 111号 （雇用及び職業）差別待遇条約（英語版）（1958年）
- 138号 最低年齢条約（英語版）（1973年）
- 182号 最悪の形態の児童労働条約（英語版）（1999年）